# Regulatory Toxicology and Pharmacology
Regulatory Toxicology and Pharmacology est une revue scientifique américaine, financée par l'industrie, qui publie des articles dans le domaine de la toxicologie.

## Histoire
La revue a été créée en 1981.
La revue est le journal de l'International Society of Regulatory Toxicology and Pharmacology (ISRTP), une association notamment financée par l'industrie du tabac ou l'industrie chimique (Dow Chemical, Merck, Procter and Gamble, RJ Reynolds),. D'après l'ISRTP, celle-ci n'a pas de rôle éditorial dans la revue.
La revue a, à plusieurs reprises, tenu ses réunions du Conseil dans les locaux d'un cabinet d'avocat de l'industrie des produits chimiques et de l'industrie du tabac.

## Ligne éditoriale
La revue Regulatory Toxicology and Pharmacology est, depuis ses débuts, très proche des intérêts industriels (notamment du tabac et de la chimie), de par son financement, son comité éditorial, ses éditoriaux anti-réglementation et son manque de transparence,.
Une analyse de 52 articles publiés par la revue à propos du tabac ou de la nicotine entre janvier 2013 et juin 2015 identifie que 50 d'entre eux sont écrits par des personnes ayant des liens avec l'industrie du tabac et que 38 de ces articles ont une conclusion favorable à l'industrie, aucun n'ont une conclusion défavorable.
Pour les personnes critiques de la revue, celle-ci publie des articles trompeurs soutenus par l'industrie, sous-estimant les dangers de substances toxiques, comme le plomb ou l'amiante.
Pour l'épidémiologiste David Michaels, la revue « publie les résultats que l'industrie de défense de produits veut publier et a besoin de publier dans ce qui a l'air d'être une revue respectable ».

### Comité éditorial
Le directeur de publication est Gio Batta Gori, ancien consultant qui a reçu des millions de dollars de l'industrie du tabac,. Une lettre de 42 scientifiques dénonçait en 2002 les conflits d'intérêts non mentionnés et les liens avec l'industrie, en particulier de Gori. 
En 2007, Gori écrivait un éditorial dans le Washington Post remettant en question les effet sur la santé du tabagisme passif. Pour l'épidémiologiste Philippe Grandjean, Gori a un parti pris flagrant en faveur de l'industrie et est opposée à une science ouverte et transparente.
En 2015, le comité éditorial de la revue comporte 45 membres, dont 21 liés à l’industrie du tabac et 8 à d'autres secteurs industriels.